# Goerodes brevior
Goerodes brevior är en nattsländeart som först beskrevs av Georg Ulmer 1913.  Goerodes brevior ingår i släktet Goerodes och familjen kantrörsnattsländor. Inga underarter finns listade i Catalogue of Life.